# Christian Rendu
Pour les articles homonymes, voir Rendu (homonymie).
Christian Rendu, né le 7 septembre 1919 à Lyon et mort le 26 aout 2017 à Vernaison, est un résistant, journaliste et historien français ayant milité avec Gilbert Dru au sein de la Jeunesse étudiante chrétienne à Lyon. Ses recherches historiques ont porté sur le mouvement artisanal et sur le développement agricole de la Tunisie à la fin du XIXe siècle.

## Biographie

### Famille
Christian Rendu nait le 7 septembre 1919 à Lyon. Il est le troisième enfant de Gustave Rendu qui, après la Première Guerre mondiale qu'il passe en Thessalonique, est directeur général de l'Apave à Lyon. Son grand-père paternel est le médecin Joanny Rendu reconnu en 1877 par l'Académie nationale de médecine de Lyon pour ses prix et ses recherches sur l'épidémie de la variole. Son grand-père maternel est Louis Nové-Josserand,, qui fut de 1929 à 1940, pendant onze ans, adjoint au maire de Lyon pour le deuxième arrondissement, lorsque Édouard Herriot dirigeait la ville.

### Études
Christian Rendu fait ses études à l'Externat Saint Joseph (aujourd'hui Lycée Saint-Marc), puis entreprend une licence de droit à l'université de Lyon pendant la Seconde Guerre mondiale en militant activement, après l'armistice de 1940, pour la Résistance dans le milieu universitaire chrétien.

### Carrière
Résidant à Oullins, il commence sa vie professionnelle comme rédacteur à la Banque de France. Il est un temps journaliste, notamment pour la revue Tourisme et travail.
Il fait ensuite toute sa carrière à la Chambre de métiers et de l'artisanat du Rhône à Lyon en qualité de Secrétaire Général.

## Résistance
Christian Rendu se lie très tôt d'amitié avec Gilbert Dru lorsqu’ils sont élèves à l'Externat Saint Joseph à Lyon. Il fait aussi partie du cercle des proches de Francis Pierre Chirat, lorsqu’à partir de juin 1941, ils participent, sous la direction de Albert Gortais puis André Mandouze, à la revue universitaire indépendante Cahiers de notre Jeunesse. Cette revue est créée à l'initiative des mouvements d'action catholique Jeunesse agricole catholique (JAC), Jeunesse étudiante chrétienne (JEC), Jeunesse indépendante chrétienne (JIC), Jeunesse ouvrière chrétienne (JOC), avant qu'André Mandouze ne lance, en qualité de premier rédacteur en chef en 1942, Les Cahiers du Témoignage chrétien.
Les Cahiers de notre Jeunesse sont interdits en 1943 par le régime de Vichy car ils cherchent par tout moyen à susciter la patriotisme des jeunes étudiants chrétiens et à les orienter vers un militantisme prônant la Résistance en disant non au gouvernement et à ses fortes incitations à rallier le STO.
Sous la fausse identité de son ami Christian Rendu, Gilbert Dru voyage clandestinement trois mois à Paris en 1943 pour nouer des contacts avec les mouvements de la Résistance, puis pour créer le Mouvement Républicain de la Libération à l'instigation du Conseil national de la Résistance. Christian Rendu est aussi l'un des responsables du Comité de Coordination d'Action Chrétienne (CCAC) fondé par Gilbert Dru, Francis Chirat et Roger Radisson.
Agent de la Résistance, Christian Rendu assure également des liaisons avec des responsables influents des départements de la Savoie et de la Haute-Savoie comme en témoigne Marie Chenevier, la présidente du Centre d'histoire de la résistance et de la déportation (CHRD).
Gilbert Dru, en compagnie de Francis Chirat, Albert Chambonnet, Léon Pfeffer et René Bernard, est fusillé par les Allemands sur la place Bellecour le 27 juillet 1944. Le monument le Veilleur de pierre leur est dédié.
En septembre 1944, Christian Rendu devient rédacteur en chef adjoint des Nouvelles du Soir du quotidien La Liberté crée à la Libération par de Comité d'action chrétienne. À partir de 1945, il est secrétaire de la rédaction du quotidien jusqu'en 1948.
La fiancée de Gilbert Dru, Denise Jouve, deviendra par la suite l'épouse de Christian Rendu, et elle co-écrira avec son mari, ainsi qu'avec Bernard Comte et Jean-Marie Domenach, le livre Gilbert Dru, Un Chrétien résistant.
Christian Rendu était membre actif de l'Association des amis du Centre d'histoire de la résistance et de la déportation (CHRD).

## Chambres des métiers et de l'artisanat en région lyonnaise.
Dans le livre Le mouvement artisanal Lyonnais et la création de la Chambre des Métiers, qu'il écrit en 1987, Christian Rendu raconte les difficiles débuts du mouvement artisanal qui prend naissance en 1920 au sein de trois institutions professionnelles :
- La FASE, Fédération des Artisans du Sud Est,
- La CGAF, Confédération générale de l'artisanat français,
- L'AF Artisanat Français (Union des Fédérations Régionales).

Au terme de nombreuses péripéties qui se déroulent entre 1920 et 1934, la Chambre des métiers et de l'artisanat est finalement installée.
Par son poste de Secrétaire Général de la Chambre de métiers et de l'artisanat du Rhône, Christian Rendu a accès aux archives et aux témoignages servant de base à ses recherches.
Les présidents de chambres de Métiers considérant les secrétaires généraux comme des contre-pouvoirs et œuvrant pour la suppression de cette fonction, Christian Rendu participe à la création du syndicat national des secrétaires de Chambres de Métiers ; il en est le président de 1972 à 1982. L’action du syndicat aboutit à la pérennisation de cette fonction.
En 1998, un mémoire de Fabrice Flore-Thébault sur L'installation de la chambre de métiers du Rhône, années 1920-années 1930 complète ces recherches historiques.

## Historien de la présence française en Tunisie
Christian Rendu raconte les origines et le développement de la présence française en Tunisie dans la culture des oliviers et la distillation de l'huile d'olive. Il en fera deux livres :  

### Biographie de Paul Bourde
Christian Rendu entreprend cette biographie pour raconter comment, alors que Paul Bourde est administrateur colonial en poste en Tunisie, il rédige le rapport Rouvier sur la culture de l'olivier. Ce rapport avait fortement impressionné son grand-père Joanny Rendu, au point de le convaincre d'investir et mettre en valeur plus de 3 000 hectares de désert autrefois fertiles du temps des Romains. Ce livre met en valeur toute la carrière de Paul Bourde. Bernard Droz écrit dans sa préface : « C'est le mérite d'avoir, au terme d'une enquête exigeante et rigoureuse, restitué dans ce livre les multiples facettes attachantes de la III ème République. »

### La saga des pionniers
Dans La saga des pionniers, Christian Rendu relate comment à la fin du XIXe siècle, plusieurs familles lyonnaises se sont intéressées à la Tunisie et ont contribué à son développement. Il se base sur les témoignages de descendants de ces investisseurs et sur le registre des délibérations du syndicat de la colonie lyonnaise en Tunisie. Il reconstitue au travers des archives du Domaines Oléicoles Sfaxiens (D.O.S), ce que fut l'aventure de ces nombreux lyonnais venus résider à Moulinville pour investir dans l'agriculture tunisienne avant d'en être expropriées par le régime d'Habib Bourguiba peu après la fin du protectorat français de Tunisie.

## Ouvrages et publications

### Biographies et recherches historiques
- Images de Gustave Rendu, 1993, Éditions pour compte d'auteur.
- Carnet de Guerre et lettre à ses parents,  (ISBN 2-9509025-1-0).
- Paul Bourde, un journaliste républicain influent qui a marqué la politique outre-mer de la France 1851-1914, 2009, 256 pages, pour compte d'auteur,  (ISBN 978-2-9509025-4-2).
- Le Mouvement artisanal lyonnais et la création des Chambres de métiers, 1919-1934, 1987, Éditions de la Chambre des Métiers du Rhône,  (ISBN 2-9502973-0-7).
- La saga des pionniers, Lyon et la Tunisie, 1880-1951, 1994, Éditions Chantoiseau, 264 pages,  (ISBN 978-2-9509025-0-4).
- Dr Joanny Rendu du Haut-Bugey, médecin accoucheur à Lyon, voyageur, colonisateur, 1997, Éditions Chantoiseau, 120 pages,  (ISBN 2-9509025-2-9).

### Collaborations
- Gilbert Dru, Celui qui croyait au ciel, avec Jean-Marie Domenach et Denise Rendu, 1947.
- Gilbert Dru, un Chrétien résistant, avec Bernard Comte, Jean-Marie Domenach, Denise Rendu, Editions Beauchesne, 1998, 238 pages,  (ISBN 2-7010-1374-7).
- Sœur Rosalie, Nouvelle bienheureuse, Les nouvelles annales de l'Ain, 2005, Société d’Émulation de l'Ain, p. 113-129.
- Jules Jusserand et la création du protectorat tunisien[30] », Rive Gauche, no 135, 1995, p. 7-9 (cote aux Arch. dép. Rhône : R 30).

## Articles  connexes
- Artisanat en France
- Journaux clandestins de la Résistance
- Témoignage chrétien